# Ziua trifidelor (film)
Ziua trifidelor (titlu original: The Day of the Triffids) este un film SF britanic din 1962 regizat de Steve Sekely. În rolurile principale joacă actorii Howard Keel, Kieron Moore, Janette Scott, Nicole Maurey și Mervyn Johns.

## Distribuție
- Howard Keel - Bill Masen
- Nicole Maurey - Christine Durant
- Janina Faye - Susan
- Janette Scott - Karen Goodwin
- Kieron Moore - Tom Goodwin
- Mervyn Johns - Mr. Coker
- Ewan Roberts - Dr. Soames
- Alison Leggatt - Miss Coker
- Geoffrey Matthews - Luis de la Vega
- Gilgi Hauser - Teresa de la Vega
- John Tate - Căpitanul S.S. Midland
- Carole Ann Ford - Bettina
- Arthur Gross - Flight 356 radioman
- Colette Wilde - Nurse Jamieson
- Ian Wilson - greenhouse watchman
- Victor Brooks - Poiret
- Peter Dyneley - vocea naratorului (nemenționat)